# Draft NFL 1944
Il Draft NFL 1944 si è tenuto il 19 aprile 1944 al Warwick Hotel di Philadelphia.

## Primo giro
|  | = Hall of Famer |

| Scelta | Squadra             | Giocatore         | Ruolo           | College         |
| ------ | ------------------- | ----------------- | --------------- | --------------- |
| 1      | Boston Yanks        | Angelo Bertelli   | Quarterback     | Notre Dame      |
| 2      | Chicago Cardinals   | Pat Harder        | Fullback        | Wisconsin       |
| 3      | Brooklyn Tigers     | Creighton Miller  | Halfback        | Notre Dame      |
| 4      | Detroit Lions       | Otto Graham       | Back            | Northwestern    |
| 5      | Philadelphia Eagles | Steve Van Buren   | Halfback        | LSU             |
| 6      | New York Giants     | Billy Hillenbrand | Halfback        | Indiana         |
| 7      | Green Bay Packers   | Merv Pregulman    | Offensive guard | Michigan        |
| 8      | Washington Redskins | Mike Micka        | Back            | Colgate         |
| 9      | Chicago Bears       | Ray Evans         | Halfback        | Kansas          |
| 10     | Pittsburgh Steelers | Johnny Podesto    | Tailback        | St. Mary's (CA) |
| 11     | Cleveland Rams      | Tony Butkovich    | Fullback        | Purdue          |

## Hall of Fame
All'annata 2013, tre giocatori della classe del Draft 1944 sono stati inseriti nella Pro Football Hall of Fame:
- Otto Graham, Quarterback da Northwestern scelto come quarto assoluto dai Detroit Lions.

Induzione: Professional Football Hall of Fame, classe del 1965.
- Steve Van Buren, Halfback da LSU taken scelto come quinto assoluto dai Philadelphia Eagles.

Induzione: Professional Football Hall of Fame, classe del 1965.
- Bob Waterfield, Quarterback da UCLA scelto nel quinto giro (42º assoluto) dai Cleveland Rams.

Induzione: Professional Football Hall of Fame, classe del 1965.